# (10241) Miličević
10241 Milicevic (1999 AU6) – planetoida z pasa głównego asteroid okrążająca Słońce w ciągu 5,33 lat w średniej odległości 3,05 j.a. Odkryta 9 stycznia 1999 roku.